# Distretto di Seggana
Il distretto di Seggana è un distretto della provincia di Batna, in Algeria, con capoluogo Seggana.

## Comuni
Il distretto comprende i seguenti comuni:
- Seggana
- Tilatou